# Darja Prynko
Darja Prynko (ukrainska: Дар'я Принько), född 26 augusti 2008, är en ukrainsk konstsimmare.

## Karriär
Vid konstsim-EM 2025 i Funchal var Prynko en del av Ukrainas lag som tog silver i det tekniska lagprogrammet.